# Lou Lombardo
Louis Lombardo (geboren 15. Februar 1932 in Missouri; gestorben 8. Mai 2002 in Los Angeles, Kalifornien) war ein US-amerikanischer Filmeditor.

## Leben
Lombardo versuchte sich zunächst in den 1950er Jahren im Bereich der Kameraarbeit, wandte sich dann dem Schnitt zu und arbeitete ab Mitte der 1960er als eigenständiger Editor. Ab 1970 war er an mehreren Filmen von Robert Altman als Editor beteiligt.
1975 gab Lombardo mit Russisches Roulett sein Regiedebüt, 1984 folgte mit Kid Kane sein zweiter und letzter Film als Regisseur. Im Anschluss wandte er sich wieder bis einschließlich 1991 dem Filmschnitt zu. Zudem war er an den Filmen Die Jagd nach dem Malteser Falken (1974) und Viel Rauch um nichts (1978) als Produzent beteiligt.
Lombardo fiel 1991 in Folge eines Schlaganfalls in ein Koma, aus dem er bis zu seinem Tod 2002 nicht mehr erwachte.
Sein Sohn Tony Lombardo ist ebenfalls als Filmeditor aktiv.

## Filmografie

### Regie
- 1975: Russisches Roulett (Russian Roulette)
- 1984: Kid Kane (P.K. and the Kid)

### Schnitt
- 1968: Das Rasthaus der teuflischen Schwestern (The Name of the Game Is Kill!)
- 1969: The Wild Bunch – Sie kannten kein Gesetz (The Wild Bunch)
- 1970: Abgerechnet wird zum Schluss (The Ballad of Cable Hogue)
- 1970: Nur Fliegen ist schöner (Brewster McCloud)
- 1971: McCabe & Mrs. Miller
- 1973: Der Tod kennt keine Wiederkehr (The Long Goodbye)
- 1973: Ace Eli and Rodger of the Skies
- 1974: Diebe wie wir (Thieves like us)
- 1974: California Split
- 1974: Die Jagd nach dem Malteser Falken (The Black Bird)
- 1977: Die Katze kennt den Mörder (The Late Show)
- 1986: Die Stewardessen Academy (Stewardess School)
- 1987: Mondsüchtig (Moonstruck)
- 1988: Im Zeichen der Jungfrau (The January Man)
- 1989: Allein mit Onkel Buck (Uncle Buck)
- 1989: Zurück aus der Hölle (In Country)
- 1991: Fires Within
- 1991: Das Geld anderer Leute (Other People’s Money)